# Matija Baron
Matija Baron (8. rujna 1991.), hrvatski gimnastičar i hrvatski državni reprezentativac. 
2015. godine bio je vodeći među vježbačima u poredku Svjetskog kupa u disciplini konj s hvataljkama, nakon što je na drugom turniru Svjetskog kupa u Dohi osvojio srebrno odličje.

## Sudjelovanja na velikim natjecanjima
- europska prvenstva

- svjetska prvenstva

Sudionik svjetskog prvenstva koje se je održalo 2010. godine. 